# Jürgen Schröder (Germanist)
Jürgen Schröder (* 3. Mai 1935 in Woldenberg) ist Ordentlicher Professor Emeritus für Neuere deutsche Literatur an der Eberhard Karls Universität Tübingen.

## Leben
Nach Promotion (1961) und Habilitation (1969) an der Albert-Ludwigs-Universität Freiburg wurde Jürgen Schröder 1974 als Nachfolger von Klaus Ziegler auf den Lehrstuhl für Neuere deutsche Literatur an der Eberhard Karls Universität Tübingen berufen. Diesen hatte er bis zu seiner Emeritierung im Jahre 2001 inne. Schröder hat Gastprofessuren an der Washington University in St. Louis/USA, der University of Massachusetts in Amherst/USA, der University of Western Australia in Perth/Australien und der University of Washington in Seattle/USA wahrgenommen. Bekannt geworden ist Schröder insbesondere durch seine Studien zu Gottfried Benn, dessen wichtigsten Briefwechsel er herausgegeben hat, zu Heinrich von Kleist, Georg Büchner, Gotthold Ephraim Lessing, Robert Musil, Ödön von Horváth und Max Frisch, zum deutschen Geschichtsdrama, zum deutschsprachigen Drama nach 1945 und zum Thema Deutschland-Gedichte.

## Schriften
- Georg Büchners „Leonce und Lena“. Eine verkehrte Komödie. Wilhelm Fink, München 1966.
- Dürrenmatt, Frisch, Weiss. Drei Entwürfe zum Drama der Gegenwart. Mit einem einleitenden Essay von Gerhart Baumann. Wilhelm Fink, München 1969 (gemeinsam mit Gerhard Neumann und Manfred Karnick).
- Gotthold Ephraim Lessing. Sprache und Drama. Wilhelm Fink, München 1972.
- Gottfried Benn. Poesie und Sozialisation. Kohlhammer, Stuttgart [u. a.] 1978.
- Gottfried Benn. Poesie und Sozialisation. Zweite, überarbeitete Auflage 2009. urn:nbn:de:bsz:21-opus-43738.
- Gottfried Benn. Briefe an F.W. Oelze. Band I: 1932–1945. Hrsg. v. Harald Steinhagen u. Jürgen Schröder. München: Limes, 1977.
- Gottfried Benn. Briefe an F.W. Oelze. Band II/1: 1945–1956. Hrsg. v. Harald Steinhagen u. Jürgen Schröder. München: Limes, 1979.
- Gottfried Benn. Briefe an F.W. Oelze. Band II/2: 1945–1956. Hrsg. v. Harald Steinhagen u. Jürgen Schröder. München: Limes, 1980.
- Horváths Lehrerin von Regensburg. Der Fall Elly Maldaque. Dargestellt und dokumentiert von Jürgen Schröder. Suhrkamp, Frankfurt a. M. 1982.
- Gottfried Benn und die Deutschen. Studien zu Person, Werk und Zeitgeschichte. Stauffenburg, Tübingen 1986.
- DDR heute. Wandlungstendenzen und Widersprüche einer sozialistischen Industriegesellschaft. Hrsg. v. Gerd Meyer u. Jürgen Schröder. Narr, Tübingen 1988.
- Geschichtsdramen. Die „deutsche Misere“ von Goethes „Götz“ bis Heiner Müllers „Germania“? Eine Vorlesung. Stauffenburg, Tübingen 1994.
- Geschichte der deutschen Literatur von 1945 bis zur Gegenwart. Von Wilfried Barner, Alexander von Bormann, Manfred Durzak, Anne Hartmann, Manfred Karnick, Thomas Koebner, Lothar Köhn und Jürgen Schröder. Herausgegeben von Wilfried Barner. Beck, München 1994; zweite, aktualisierte und erweiterte Auflage 2006.
- Die Stunde Null in der deutschen Literatur. Ausgewählte Texte. Hrsg. v. Jürgen Schröder [u. a.]. Reclam, Stuttgart 1995 [u.ö.].
- Deutschland als Gedicht. Über berühmte und berüchtigte Deutschland-Gedichte aus fünf Jahrhunderten in fünfzehn Lektionen. Rombach, Freiburg i.Br. 2000.
- Die Lust der Intellektuellen am Fußball. In: Wolfgang Schlicht, Werner Lang (Hrsg.): Über Fußball. Ein Lesebuch zur wichtigsten Nebensache der Welt. Schorndorf 2000, S. 224–244. urn:nbn:de:bsz:21-opus-45757

Außerdem hat Jürgen Schröder zahlreiche Aufsätze zur deutschsprachigen Literatur des 18. bis 20. Jahrhunderts vorgelegt.

Die Folgenden stehen als Online-Dokument zur Verfügung:
- „Ohne Widerstand – keine Hoffnung“: das Vermächtnis Max Frischs (1911–1991). urn:nbn:de:bsz:21-opus-68230
- Die Lust der Intellektuellen am Fußball. urn:nbn:de:bsz:21-opus-45757
- Rudolf Kassner: im Gefängnis-Bau des „Doppelgängers“. urn:nbn:de:bsz:21-opus-48071
- Who’s afraid of …?: Botho Strauß und die deutsche Nachkriegsliteratur. urn:nbn:de:bsz:21-opus-47372
- „Ohne Widerstand – keine Hoffnung“ (Max Frisch): Literatur als Widerstand nach 1945. urn:nbn:de:bsz:21-opus-47317
- Ödön von Horváth. urn:nbn:de:bsz:21-opus-48042
- Auf der Suche nach dem Volk. urn:nbn:de:bsz:21-opus-48089
- Die Freiheit Würtembergs: Uhlands „Ernst, Herzog von Schwaben“ (1818): Geschichtsdrama – Politisches Drama – Psychodrama. urn:nbn:de:bsz:21-opus-47363
- Büchners „Lenz“. urn:nbn:de:bsz:21-opus-47293
- Ödön von Horváth als „Chronist“ seiner Zeit: zum Dramenfragment „Der Fall E.“ urn:nbn:de:bsz:21-opus-48055
- Facit iracundia versum. urn:nbn:de:bsz:21-opus-47307
- Individualität und Geschichte im Drama des jungen Goethe. urn:nbn:de:bsz:21-opus-48060
- Arnolt Bronnen. urn:nbn:de:bsz:21-opus-48022
- Am Grenzwert der Sprache: zu Robert Musils „Vereinigungen“. urn:nbn:de:bsz:21-opus-48034
- Benns „Doppelleben“ in den Briefen an F. W. Oelze (1932–1956). doi:10.5281/zenodo.52074
- Der Fall „Agnes“. Zu Peter Stamms Roman „Agnes“. doi:10.5281/zenodo.51969

## Ehrungen
- Geschichtserfahrung im Spiegel der Literatur. Festschrift für Jürgen Schröder zum 65. Geburtstag. Herausgegeben von Cornelia Blasberg und Franz-Josef Deiters. Tübingen: Stauffenburg, 2000. [Der Band enthält eine bis ins Jahr 2000 reichende Bibliographie von Schröders wissenschaftlichen Publikationen.]